# Martin Helmfrid
Joel Fritiof Martin Helmfrid, född 19 december 1890 i Stockholm, död 2 mars 1979 i Hägersten, var en svensk målare, tecknare och grafiker. Han studerade vid Althins målarskola och konstakademien. Han har bland annat målat porträtt, genremotiv, hästar och landskap, gärna snöbilder. Martin Helmfrid är begravd på Västberga begravningsplats.